# Ava Gardner
Pour les articles homonymes, voir Gardner.
Ava Gardner, née le 24 décembre 1922 à Grabtown en Caroline du Nord et morte le 25 janvier 1990 à Londres, est une actrice américaine.
Engagée par contrat avec la Metro-Goldwyn-Mayer en 1941, elle apparaît principalement dans de petits rôles jusqu'à ce qu'elle attire l'attention dans le film Les Tueurs (1946), aux côtés de Burt Lancaster. Par la suite, elle décroche une nomination pour l'Oscar de la meilleure actrice pour son rôle dans le film Mogambo (1953).
Archétype de la femme fatale au cinéma, Ava Gardner fut surnommée « le plus bel animal du monde ». Elle a été classée par l'American Film Institute à la 25e place de l'AFI's 100 Years... 100 Stars, la liste des plus grandes stars féminines du cinéma américain.

## Biographie

### Jeunesse et débuts
Ava Lavinia Gardner naît le soir de Noël 1922. Elle est la plus jeune des sept enfants de Mary Elizabeth Baker et Jonas Bailey Gardner, des fermiers exploitants de plantations de tabac. Son père meurt quand elle a 16 ans. Elle fait ses études à l’Atlantic City Christian College de Wilson en Caroline du Nord et suit des cours de sténo-dactylo.
Pendant une jeunesse pauvre et studieuse à Grabtown, Brogden, Newport News et Wilson, Ava Gardner fait de fréquents passages à New York, chez sa sœur aînée Beatrice, surnommée Bappie, qui est mariée à un photographe professionnel, Larry Tarr.
Impressionné par la beauté de la jeune fille, alors âgée de 18 ans, Tarr prend des centaines de photos d'elle et les expose dans les vitrines de son studio de photos. 
C'est dans ces vitrines que Barney Duhan, un employé de la Metro-Goldwyn-Mayer les remarque, et il suggère à Larry de les envoyer au studio de cinéma MGM. Duhan déclara à ce sujet : «J'allais à une soirée, j'étais en retard, et je me suis dit que c'était vraiment moche, avec mon physique et mes revenus, de ne pas avoir de cavalière. C'est alors que j'ai vu cette photo, et je me suis exclamé à haute voix, que je pourrais peut-être avoir son numéro de téléphone ? »[réf. nécessaire]

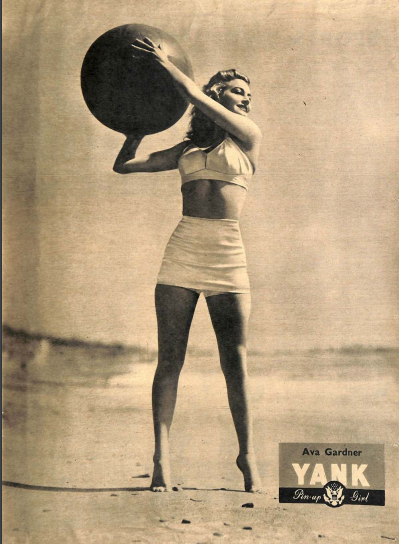
Photographie en tant que pin-up d'Ava Gardner, parue dans le magazine Yank en 1943.

Marvin Schenck, qui s'occupe des jeunes talents de la MGM, découvre ces photos, la contacte et lui fait passer un bout d'essai. En 1941, elle signe un contrat de sept ans avec la MGM pour cinquante dollars la semaine et part, accompagnée de sa sœur Bappie, à Hollywood.
Handicapée par un terrible accent du terroir du sud, elle doit se contenter pour commencer, de séries de photos de pin-up et de petits rôles dans des films mineurs, où elle apprend son métier. La jeune femme n'est même pas créditée en tant qu'actrice dans les quatorze films, où elle figure de 1942 à 1943. Son nom apparaît pour la première fois au générique de Trois Hommes en blanc en 1944.
Elle suit des cours de diction pour placer sa voix, et se débarrasser de l’accent de Caroline du Nord, ainsi que des cours d’art dramatique. Le réalisateur Joseph L. Mankiewicz y fera référence dans son film La Comtesse aux pieds nus, où il fait dire à l'acteur Humphrey Bogart, qu'il ne veut aucun professeur de diction à ses côtés.

### Premières amours
Pendant cette période, Ava Gardner rencontre sur les plateaux de la MGM Mickey Rooney, jeune acteur chevronné de la MGM et acteur populaire de la série des Andy Hardy. Le champion du box-office lui fait découvrir le tout Hollywood et ne la quitte plus.

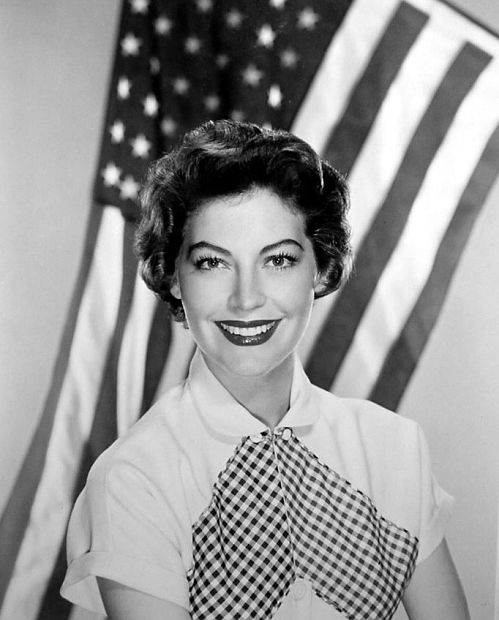
Photographie promotionnelle d'Ava Gardner dans les années 1940.

Elle sort temporairement de l'ombre, quand elle épouse Mickey Rooney, avec le consentement de Louis B. Mayer, le grand patron de la MGM. Le mariage a lieu, organisé simplement par le studio, le 10 janvier 1942 à Ballard. Le mariage durera seize mois.

« Alors que les gens se sont beaucoup demandé si le fait d’être mariée à Mickey ne m’avait pas aidée à décrocher ma première série de figurations, je dois à la stricte vérité de dire qu’être Mme Rooney à la ville n’a en rien contribué à me propulser au firmament des étoiles. Mickey n’a jamais tenté de faire de moi une actrice, il ne m’a jamais rien appris, il ne m’a jamais obtenu le moindre rôle »

— Ava Gardner, Ava, Mémoires, 1990
Elle rencontre par la suite le multimilliardaire Howard Hughes, qui la courtise. Il la poursuivra de ses assiduités pendant de longues années, allant même jusqu'à l’espionner en la faisant suivre par ses sbires et mettre sur écoute. Elle ne se préoccupe guère de ces « filatures » et refusera toujours ses avances et demandes en mariage, tout en conservant son amitié.
Après quelque temps, elle fait un deuxième mariage avec le musicien Artie Shaw en 1945, mais le mariage est un nouvel échec, et ils divorcent un an plus tard. Bien qu'ils se soient quittés en bons termes, ce mariage fait beaucoup de mal à l'actrice, à cause des critiques et du cynisme de Shaw. Il lui avait même dit un jour : « Ava, tu es tellement belle mais tu es bête comme une oie. »[réf. nécessaire]

### Succès
Les films sans grand intérêt se succèdent : Ava Gardner figure, non créditée, dans plus de quinze films entre 1941 et 1943, parfois dirigés par King Vidor, Fred Zinnemann, Jules Dassin, George Sidney, Douglas Sirk, avec pour vedette féminine Myrna Loy, Hedy Lamarr, Lucille Ball, mais aussi les débutantes June Allyson et Gloria DeHaven.

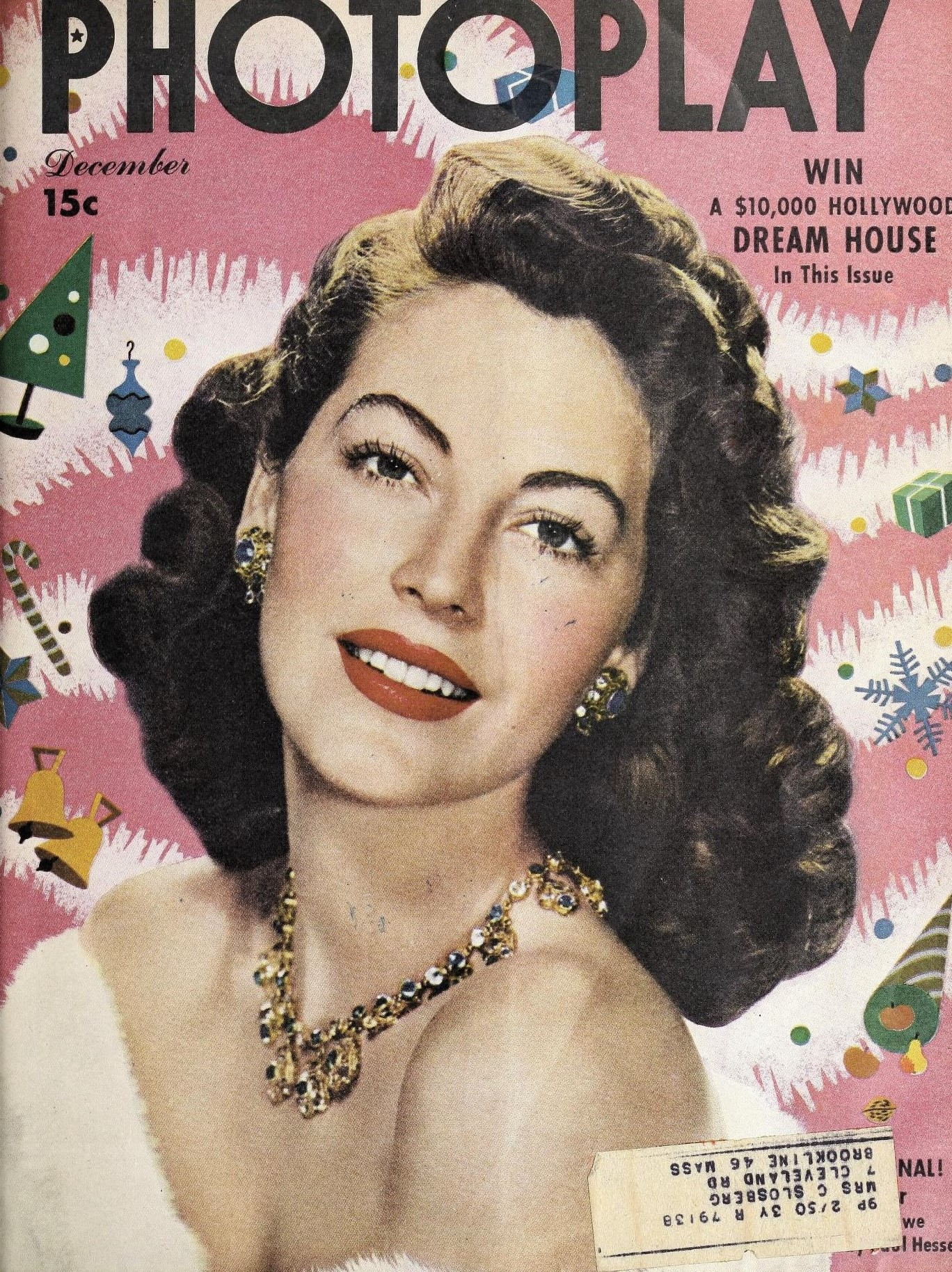
Photographie promotionnelle d'Ava Gardner en décembre 1948.

La MGM lui donne enfin sa chance en 1946, pour commencer avec Tragique rendez-vous, où elle donne la réplique, dans son premier grand rôle, à George Raft mais c’est surtout dans Les Tueurs, que le papillon sort de sa chrysalide. Son personnage de femme fatale est créé avec ce film noir de Robert Siodmak, inspiré d'une nouvelle d'Ernest Hemingway, où elle interprète la vamp qui dupe Burt Lancaster (pour la première fois à l’écran). C’est dans ce rôle qu’elle reçoit pour la première fois des commentaires élogieux de la part de la critique.

« Beaucoup de gens m’ont affirmé par la suite que mon image et ma carrière de star se sont dessinées dans Les Tueurs, où je me suis imposée en sirène fatale aux hanches ondulantes et au décolleté vertigineux, capable de flanquer le feu à la planète en restant adossée contre un piano. »

— Ava Gardner, Ava, Mémoires, 1990.
Sa carrière a encore du mal à démarrer. Pourtant, très vite, son nom devient synonyme de sex-appeal : peu importe si elle joue mal ou ne joue pas, elle n'a qu'à paraître, cela suffit : « Dans un film médiocre ou dans d'autres meilleurs mais qui ne prenaient nullement la peine de l'intégrer à l'intrigue et d'étoffer son personnage, elle affirmait royalement sa présence. ».

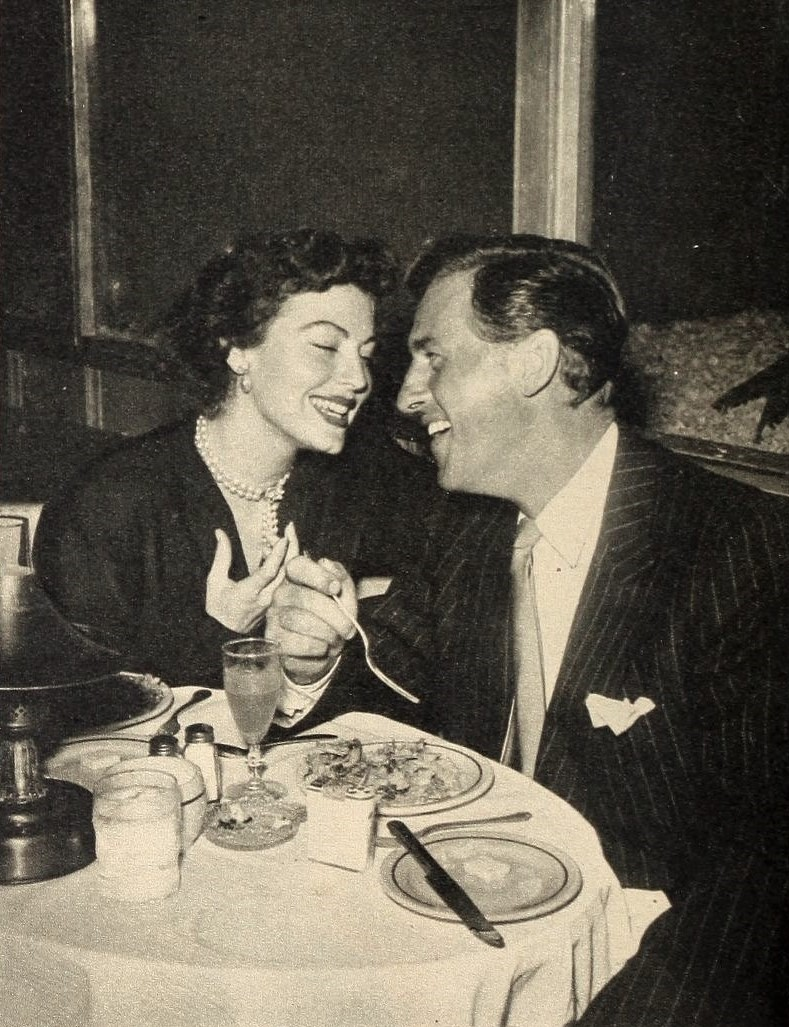
Aux côtés de Stewart Granger en 1950.

La MGM profite de son succès, tout en la « prêtant » à d’autres compagnies de cinéma. Le studio utilise le côté torride de l’actrice, elle joue avec l’idole de sa jeunesse, Clark Gable qui a insisté pour l’avoir comme partenaire dans Marchands d’illusions. Pour Universal Pictures, elle incarnera Vénus, la déesse de l’amour, dans Un caprice de Vénus où la censure recouvre la statue nue, la représentant d’un pudique drapé. S’ensuivent quelques films mineurs mis en scène par John Brahm, Jack Conway, Robert Siodmak, Mervyn LeRoy (qui avait révélé Lana Turner), où elle côtoie Robert Taylor, Charles Laughton, Gregory Peck, James Mason, Barbara Stanwyck, Robert Mitchum...

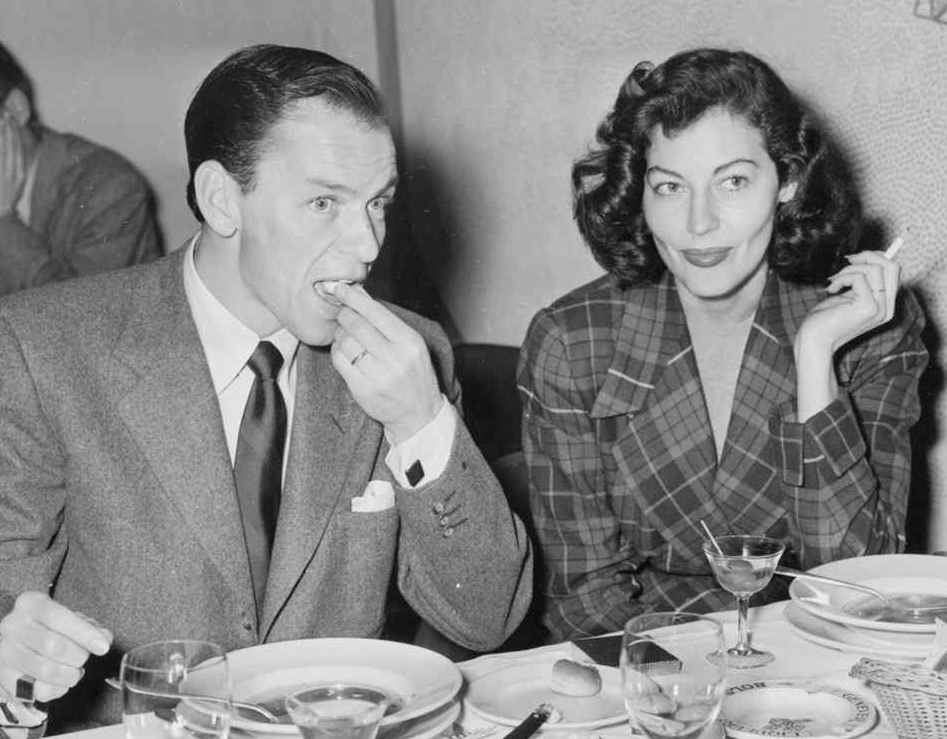
Avec Frank Sinatra en 1951.

À la fin des années 1940, Howard Hughes fait toujours partie des prétendants d’Ava Gardner. Elle a également des liaisons avec Howard Duff ou encore Robert Taylor. C’est à cette période qu’elle tombe amoureuse de Frank Sinatra, alors marié à sa première épouse, Nancy Barbato (en). L’acteur-chanteur au creux de la vague et la star montante vont connaître une passion tumultueuse et mouvementée, qui va défrayer la presse à scandale pendant des années. Rongés mutuellement par la jalousie, ils vivront une relation ponctuée de violentes disputes. Quand leur liaison éclate au grand jour, la presse se déchaîne, Ava Gardner est qualifiée de briseuse de ménages ; des prêtres catholiques leur envoient des lettres accusatrices ; la Ligue de défense de la décence menace de boycotter les films de l'actrice. Mais Nancy Sinatra finira par divorcer et les deux amants se marient le 7 novembre 1951.

### Grands rôles
Après deux ans d’absence vient le temps des grands rôles pour Ava Gardner. Un film va la propulser au sommet et le mythe de cette Vénus descendue sur terre va rencontrer une autre légende : celle du Hollandais volant sur son vaisseau fantôme dans le film symbolique d'Albert Lewin Pandora (1951). L'actrice est définitivement consacrée par ce mélodrame onirique, où elle est filmée pour la première fois en couleurs ; elle démontre son extraordinaire présence sur l'écran et sa beauté impériale illumine ce mythe éternel. C’est pendant le tournage de ce film qu’elle découvre pour la première fois l'Europe, et tout particulièrement deux pays qui vont marquer sa carrière, et sa vie privée pour toujours, l'Angleterre et l'Espagne. Fascinée d’emblée par l'Espagne, elle s’y installera pendant plusieurs années à partir de décembre 1955.
L'actrice a désormais le vent en poupe et la MGM diffuse des photos d’elle au rythme de trois mille par semaine. George Sidney la réclame pour le très beau rôle de Julie Laverne, prévu en premier lieu pour Judy Garland, dans le film musical Show Boat. Dans ce film, l'actrice est doublée lorsque son personnage chante Can't Help Loving that Man. C'est Annette Warren qui est choisie pour le doublage. Ava Gardner avait insisté pour chanter elle-même, mais la MGM lui répondit : « Écoutez, Ava, vous ne savez pas chanter et vous êtes avec des chanteurs professionnels ». Son film suivant, Les Neiges du Kilimandjaro, lui apporte la renommée internationale. Héroïne idéale des romans d’Ernest Hemingway, qu’elle a connu à l’époque de Les Tueurs et qui est devenu son ami plus tard, la jeune femme tourne trois adaptations tirées des œuvres de cet auteur : Les Tueurs, Les Neiges du Kilimandjaro et Le Soleil se lève aussi.

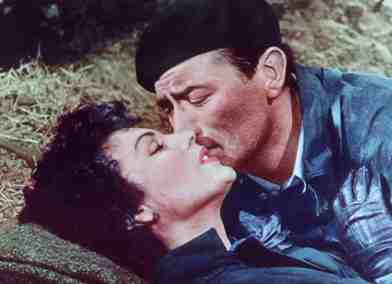
Ava Gardner et Gregory Peck dans Les Neiges du Kilimandjaro (1952).

En 1951, elle enchaîne avec trois films, qui seront tous d'immenses succès. Tout d’abord un film d’aventures chevaleresque, Les Chevaliers de la Table ronde, tourné à Londres avec Robert Taylor, premier film de la MGM en CinemaScope. La même année, elle retrouve Robert Taylor dans un western, Vaquero. Enfin, elle joue dans Mogambo, remake de La Belle de Saïgon (où elle reprend le rôle de Jean Harlow), accompagnée de Clark Gable, ce dernier étant déjà présent dans la première version de 1932. Réalisé par John Ford, ce film à gros budget, tourné en Afrique en décors naturels, donne à l'actrice une plus grande crédibilité à Hollywood. A cette occasion, elle est nommée aux Oscars, sa première et seule nomination.

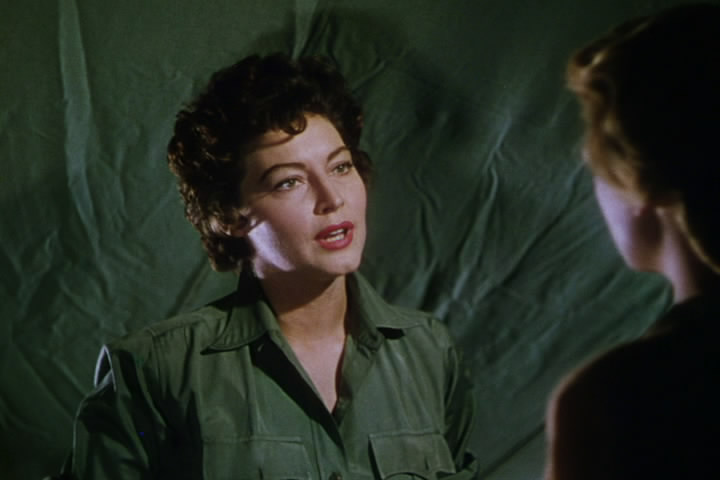
Dans Mogambo (1953).

Cependant, le tournage est difficile pour elle, car elle subit deux avortements. Le premier, pendant le tournage : « Je ne pouvais pas avoir un bébé dans ces conditions. Ma grossesse commençait à être visible bien avant la fin du tournage, et je devais donc informer John Ford avant toute chose. J'ai estimé que le moment était mal venu pour avoir un enfant. Une fois cette décision prise, la plus douloureuse que j'aie eu à prendre de ma vie je suis allée trouver mon réalisateur. John Ford a tout fait pour me dissuader. ». Le second, tout à la fin du tournage, et cette fois-ci Frank Sinatra était au courant et en fut très attristé. (« Aussi longtemps que je vivrai, je n'oublierai pas mon réveil après l'intervention, quand j'ai vu Frank assis à mon chevet, les yeux pleins de larmes. Mais je pense que j'ai bien fait. »).
Ava Gardner expliquera dans ses mémoires, en 1990 les raisons qui l'ont poussée à avorter : « J'avais des principes très stricts sur le fait de mettre un enfant au monde. Je pensais que si l'on n'était pas décidé à lui consacrer l'essentiel de son temps pendant les années de la petite enfance, c'était injuste pour le bébé. Un enfant qui n'est pas désiré — et les enfants le sentent toujours — sera handicapé à vie. Sans parler de toutes les sanctions prévues par la MGM pour les stars qui faisaient des bébés. Si j'avais un enfant, mon salaire serait amputé. Alors, comment est-ce que je gagnerais ma vie ? Frank était complètement fauché et cela risquerait bien de durer (c'est du moins ce que je pensais) encore un certain temps. » Elle ajoute : « Frank et moi allions encore être séparés pendant des mois. Et cette situation a fait ressurgir mes vieux scrupules concernant le droit de faire un enfant quand on n'a pas un mode de vie sain et stable au sein duquel l'élever. Frank et moi n'avions pas cela. Nous n'avions même pas la possibilité de vivre ensemble, comme tous les couples mariés. Frankie rentrait à la maison sur le coup de quatre heures du matin, après un concert ou une soirée dans un night-club. Moi je devais quitter la maison à six heures trente du matin, quand ce n'était pas plus tôt, pour être à l'heure au studio. Pas vraiment ce qu'on appelle une vie de famille. »

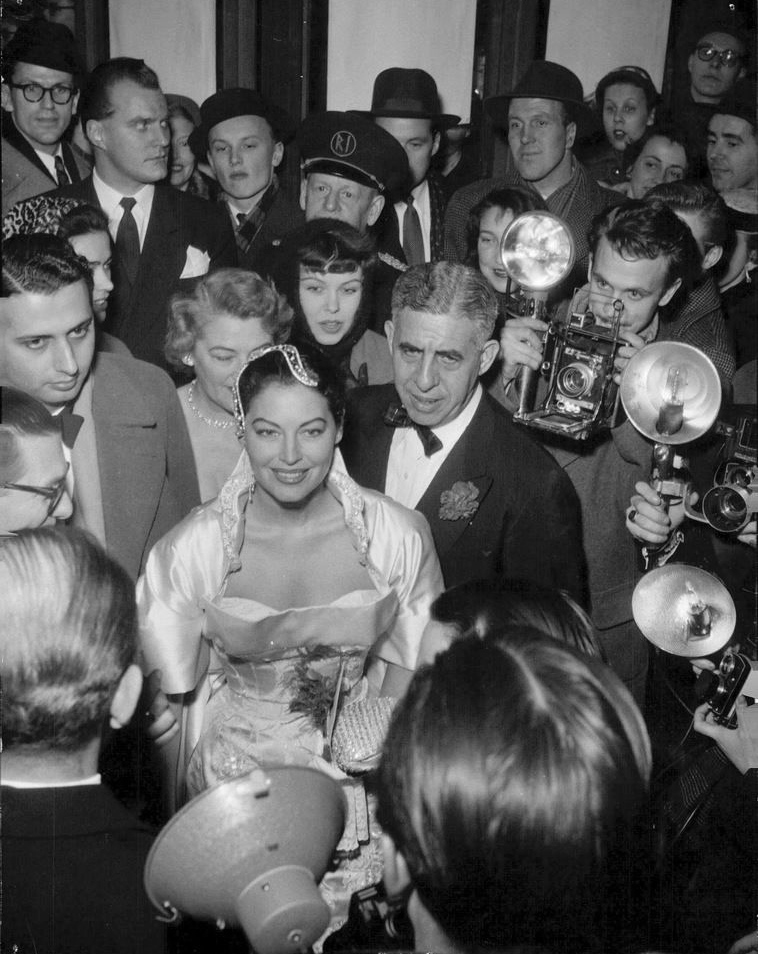
L'actrice lors de la première de La Comtesse aux pieds nus en 1954.

Joseph L. Mankiewicz, le réalisateur aux deux Oscars, la sollicite, malgré les réticences de la MGM, pour jouer Maria Vargas dans La Comtesse aux pieds nus. Dès les rumeurs de production, les plus grandes stars se mettent sur les rangs pour interpréter ce personnage, dont la vie ressemble étrangement à celle de Rita Hayworth (qui refusera d’ailleurs de l’interpréter), Elizabeth Taylor, Jennifer Jones, Linda Darnell, Yvonne De Carlo, Joan Collins, entre autres, sont sur la liste, mais Mankiewicz ne veut qu’Ava Gardner et la MGM finit par la « prêter » pour ce film, mais à prix d’or. 
La Comtesse aux pieds nus est également l’histoire d’Ava Gardner : les origines pauvres, la brillante ascension, le tempérament, le détachement vis-à-vis de son métier d’actrice, ainsi que les illusions et désillusions face au bonheur. Maria Vargas dira « Je crois que je suis belle, mais je ne veux pas n'être qu’une star. Si je pouvais apprendre à jouer, m’aideriez-vous à devenir une bonne actrice ? ». Ce chef-d’œuvre reste l’apogée de sa carrière.

### Exil en Europe
Après plusieurs liaisons tapageuses avec des acteurs de second plan, comme Mario Cabré, Ava Gardner quitte les États-Unis en 1954 et s’installe en Espagne à La Moraleja (en) près du centre de Madrid, où elle a une romance avec Luis Miguel Dominguín, torero célèbre, rencontré en août 1953, lors d'une soirée madrilène. La star a avec lui une relation amoureuse plus apaisée que celle qu’elle a partagée avec Sinatra. C’est d’ailleurs à cette époque que le couple Gardner-Sinatra se sépare pendant trois ans, ils finiront par divorcer en juillet 1957. Ils garderont tout au long de leur vie une relation d’amitié profonde. Privilégiant toujours sa vie amoureuse au détriment de sa carrière (« Quand je suis amoureuse ou que je vis une aventure, je cesse de travailler », dit-elle), la MGM lui infligera une suspension de contrat, pour avoir refusé le rôle de Ruth Etting dans Les Pièges de la passion (rôle qui sera tenu par Doris Day).
Malgré son exil provoqué, l'actrice tourne encore quelques beaux films. Après deux années d’interruption, elle fait son retour sous la direction de George Cukor dans La Croisée des destins, une super production avec deux ans de préparations et des milliers de figurants, un sujet sulfureux sur l’indépendance de l’Inde et le problème racial anglo-indien. Darryl F. Zanuck la sollicite pour Le soleil se lève aussi (1957), sous les conseils d’Hemingway. Le film se passe en Espagne, ainsi que le suivant La Maja nue biographie du peintre Francisco de Goya et de son égérie la duchesse d’Albe, son dernier film sous contrat avec la MGM. 
Désormais actrice indépendante, elle se voit confier, par Stanley Kramer, le magnifique rôle crépusculaire de Moira Davidson dans Le Dernier Rivage.
Au début des années 1960, elle a une liaison avec le prince Alfonso de Hohenlohe-Langenbourg.
Une de ses meilleures prestations est celle de La Nuit de l'iguane de John Huston. Elle exprimera magnifiquement sa vitalité et son exceptionnelle sensualité dans cette adaptation d’une pièce de théâtre de Tennessee Williams. Elle fera encore quelques belles apparitions, spécialement dans le rôle de Lily Langtry, icône sublimée du juge Roy Bean dans Juge et Hors-la-loi, où elle retrouve pour la troisième fois le réalisateur John Huston, qui lui décerne cet ultime hommage.

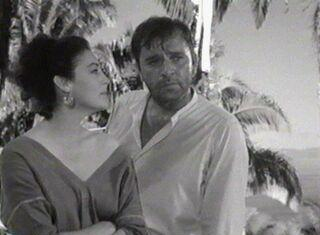
Ava Gardner et Richard Burton dans La Nuit de l'iguane (1964).

Elle aura de nouveau une liaison mouvementée avec l’acteur George C. Scott qui, sous l’emprise de l‘alcool, devient violent. Leur relation sera de courte durée. Elle explique dans ses Mémoires, en 1990 : « Nous buvions tous les deux beaucoup, mais moi, l'alcool me rendait généralement heureuse et conciliante. George, quand il était ivre, pouvait devenir fou furieux sur un mode tout à fait terrifiant. ».
La Croisée des destins, qui lui offre un rôle particulièrement riche, avait déjà connu un échec. Dans La Petite Hutte, où elle retrouve Stewart Granger, sa plastique est particulièrement mise en valeur. L'Ange pourpre, où elle séduit Dirk Bogarde, est massacré au montage, ainsi que la prestation de Gardner — selon les propos de celui-ci. Le film Les 55 Jours de Pékin, mis en scène par Nicholas Ray, au côté de Charlton Heston, reçoit un accueil tiède, et d'autres coûteuses superproductions comme le péplum La Bible de John Huston, où elle interprète Sarah et George C. Scott Abraham, ou l'adaptation de Maurice Maeterlinck, L'Oiseau bleu, réalisée par George Cukor (où Gardner incarne la luxure et Elizabeth Taylor la maternité), échecs retentissants, contribuent au déclin de sa carrière.
Elle s'installe définitivement à Londres en 1968. Dans le même temps, la juvénile Catherine Deneuve, succédant à Danielle Darrieux, tient le rôle principal de Mayerling, où Gardner interprète une impératrice Élisabeth (Sissi) vieillissante.
L'actrice retrouve Burt Lancaster dans la politique fiction Sept jours en mai de John Frankenheimer et Charlton Heston dans le film catastrophe Tremblement de terre. Elle joue une méchante sorcière dans Tam Lin, dirigée par l'acteur Roddy McDowall et, dans le thriller Le Pont de Cassandra, elle interprète une femme qui paie un homme (joué par Martin Sheen) pour ses services sexuels. D'autres films (Priest of Love de Christopher Miles) passent inaperçus.
En 1985 et 1986, poussée, selon ses propres propos, par des besoins financiers, elle travaille pour la télévision : dans la série péplum A.D. (pour Anno Domini), elle joue la redoutable Agrippine et retrouve son ancien amant Howard Duff dans quelques épisodes du soap Côte Ouest, dans Les Feux de l'été d'après William Faulkner (Don Johnson succède à Paul Newman), dans Harem, où elle joue la première épouse du sultan de Turquie (interprété par Omar Sharif, qui avait joué à ses côtés le rôle de l'archiduc Rodolphe dans Mayerling).

### Mort
Ava Gardner tombe malade en 1986 et meurt d'une pneumonie chez elle à Londres, dans le quartier de Westminster, le 25 janvier 1990 à l'âge de 67 ans. Elle est inhumée à Smithfield (Caroline du Nord), au Sunset Memorial Park, près de ses parents et de ses frères et sœurs.

## Filmographie

### Cinéma

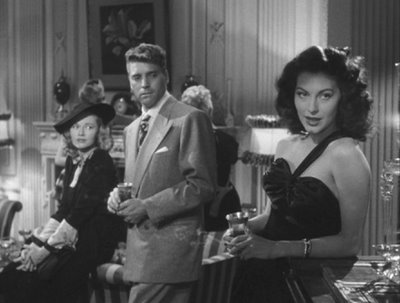
Ava Gardner et Burt Lancaster dans Les Tueurs (1946).

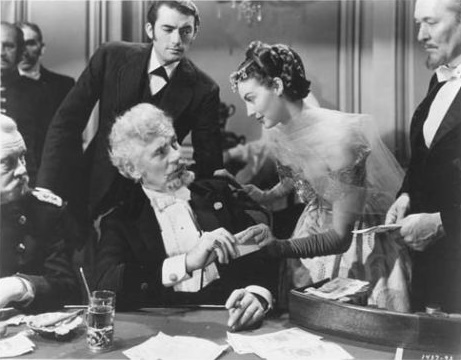
Avec Gregory Peck (en haut à g.) dans Passion fatale (1949).

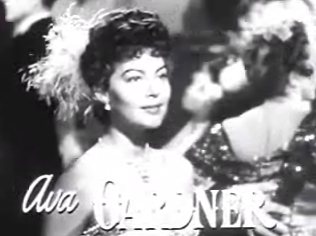
Dans Mon passé défendu (1951).

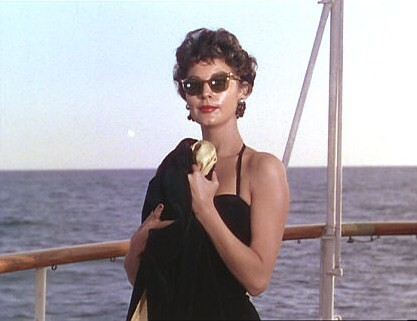
Dans La Comtesse aux pieds nus (1954).

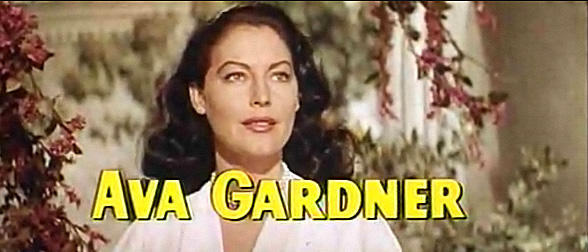
Dans La Croisée des destins (1956).

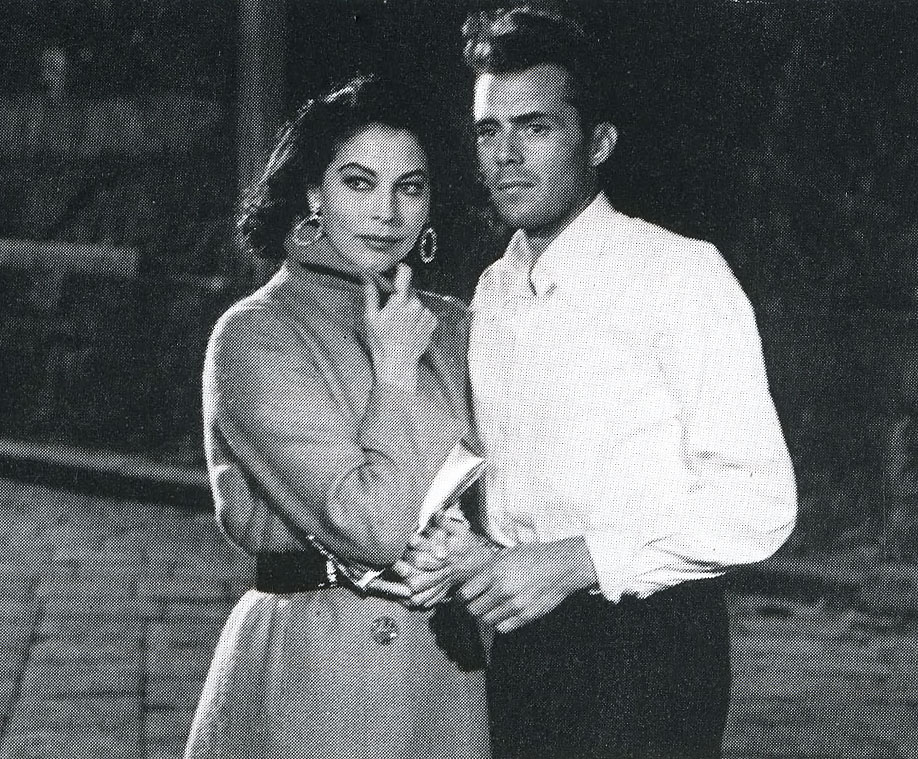
Avec Dirk Bogarde dans L'Ange pourpre (1960).

#### Années 1940
- 1941 : Fancy Answers (court métrage) : (non créditée)
- 1941 : L'Ombre de l'Introuvable (Shadow of the Thin Man) de W. S. Van Dyke : une passante (non créditée)
- 1941 : Souvenirs (H. M. Pulham, Esq.)  de King Vidor : une jeune mondaine (non créditée)
- 1941 : Débuts à Broadway (Babes on Broadway) de Busby Berkeley : un membre de l'audience (non créditée)
- 1942 : We Do It Because (court métrage) : Lucrèce Borgia (non créditée)
- 1942 : Danse autour de la vie (We Were Dancing) de Robert Z. Leonard : une femme (non créditée)
- 1942 : Un Américain pur sang (Joe Smith, American) de Richard Thorpe : Mlle Maynard, une secrétaire (non créditée)
- 1942 : This Time for Keeps (en) de Charles Reisner : la fille dans la voiture (non créditée)
- 1942 : L'Assassin au gant de velours (Kid Glove Killer) de Fred Zinnemann : une serveuse (non créditée)
- 1942 : Sunday Punch de David Miller : une spectatrice (non créditée)
- 1942 : On demande le docteur Gillespie (Calling Dr. Gillespie) de Harold S. Bucquet : une étudiante (non créditée)
- 1942 : Mighty Lak a Goat (en) d'Herbert Glazer : une fille au guichet
- 1942 : Quelque part en France (Reunion in France) de Jules Dassin : Marie, une vendeuse (non créditée)
- 1943 : Pilot N° 5 de George Sidney : une femme (non créditée)
- 1943 : La Du Barry était une dame (Du Barry Was a Lady) de Roy Del Ruth : la parfumeuse (non créditée)
- 1943 : Hitler's Madman de Douglas Sirk : Franciska Pritric, une étudiante (non créditée)
- 1943 : Ghosts on the Loose de William Beaudine : Betty
- 1943 : Young Ideas de Jules Dassin : une étudiante (non créditée)
- 1943 : Swing Fever de Tim Whelan : une réceptionniste (non créditée)
- 1943 : L'Ange perdu (Lost Angel)  de Roy Rowland : la fille du vestiaire (non créditée)
- 1944 : Deux Jeunes Filles et un marin (Two Girls and a Sailor), de Richard Thorpe : une hôtesse (non créditée)
- 1944 : Trois Hommes en blanc (Three Men in White) de Willis Goldbeck : Jean Brown
- 1944 : Maisie Goes to Reno d'Harry Beaumont : Gloria Fullerton
- 1944 : Blonde Fever (en) de Richard Whorf : une figurante (non créditée)
- 1944 : Tendre symphonie (Music for Millions) d'Henry Koster : une figurante (non créditée)
- 1945 : She Went to the Races de Willis Goldbeck : Hilda Spots
- 1946 : Tragique rendez-vous (Whistle Stop) de Léonide Moguy : Mary
- 1946 : Les Tueurs (The Killers) de Robert Siodmak : Kitty Collins
- 1947 : Singapour de John Brahm : Linda Grahame / Ann Van Leyden
- 1947 : Marchands d'illusions (The Hucksters) de Jack Conway : Jean Ogilvie
- 1948 : Un caprice de Vénus (One Touch of Venus) de William A. Seiter : Vénus
- 1949 : L'Île au complot (The Bribe) de Robert Z. Leonard : Elizabeth Hintten
- 1949 : Passion fatale (The Great Sinner) de Robert Siodmak : Pauline Ostrovsky
- 1949 : Ville haute, ville basse (East Side, West Side) de Mervyn LeRoy : Isabel Lorrisson

#### Années 1950  et 1960
- 1951 : Pandora (Pandora and the Flying Dutchman) d'Albert Lewin : Pandora Reynolds
- 1951 : Mon passé défendu (My Forbidden Past) de Robert Stevenson : Barbara Beaurevel
- 1951 : Show Boat de George Sidney : Julie LaVerne
- 1952 : L'Étoile du destin (Lone Star) de Vincent Sherman : Martha Ronda
- 1952 : Les Neiges du Kilimandjaro (The Snows of Kilimandjaro)  d'Henry King : Cynthia Green
- 1953 : Vaquero (Ride, Vaquero!) de John Farrow : Cordelia Cameron
- 1953 : Mogambo de John Ford : Eloise Y. « Honey Bear » Kelly
- 1953 : Les Chevaliers de la Table ronde (Knights of the Round Table) de Richard Thorpe : la reine Guenièvre
- 1954 : La Comtesse aux pieds nus (The Barefoot Contessa) de Joseph L. Mankiewicz : Maria Vargas
- 1956 : La Croisée des destins (Bhowani Junction) de George Cukor : Victoria Jones
- 1957 : La Petite Hutte (The Little Hut) de Mark Robson : Lady Susan Ashlow
- 1957 : Le soleil se lève aussi (The Sun Also Rides) d'Henry King : Lady Brett Ashley
- 1958 : La Maja nue (The Naked Maja) d'Henry Koster et Mario Russo : Maria Cayetana, duchesse d'Albe
- 1959 : Le Dernier Rivage (On the Beach) de Stanley Kramer : Moira Davidson
- 1960 : L'Ange pourpre (The Angel Wore Red) de Nunnally Johnson : Soledad
- 1963 : Les 55 Jours de Pékin (55 Days at Pekin) de Nicholas Ray : la baronne Nathalie Ivanoff
- 1964 : Sept jours en mai (Seven Days in May) de John Frankenheimer : Eleanor Holbrook
- 1964 : La Nuit de l'iguane (The Night of the Iguana) de John Huston : Maxine Faulk
- 1966 : La Bible (The Bible: In the Beginning...) de John Huston : Sarah
- 1968 : Mayerling de Terence Young : l'impératrice Elisabeth

#### Années 1970 et 1980
- 1970 : Tam Lin de Roddy McDowall : Michaela Cazaret
- 1972 : Juge et Hors-la-loi (The Life and Times of Judge Roy Bean) de John Huston : Lily Langtry
- 1974 : Tremblement de terre (Earthquake) de Mark Robson : Reny Graff
- 1975 : La Trahison (Permission to Kill) de Cyril Frankel : Katina Petersen
- 1976 : L'Oiseau bleu (The Blue Bird) de George Cukor : Luxure
- 1977 : Le Pont de Cassandra (The Cassandra Crossing) de George Cosmatos : Nicole Dressler
- 1977 : La Sentinelle des maudits (The Sentinel) de Michael Winner : Mlle Logan
- 1979 : Cité en feu (City On Fire) d'Alvin Rakoff : Maggie Grayson
- 1980 : L'Enlèvement du président (The Kidnapping of the President) de George Mendeluk : Beth Richards
- 1981 : Priest of Love de Christopher Miles : Mabel Dodge Luhan
- 1982 : Regina Roma de Jean-Yves Prate : Mama

### Télévision
- 1985 : A.D. : Agrippine
- 1985 : Côte Ouest : Ruth Galveston
- 1985 : Les Feux de l'été : Minnie Littlejohn
- 1986 : Harem, téléfilm de William Hale : Kadin
- 1986 : Maggie, téléfilm de Waris Hussein : Diane Webb

## Publication
- Ava Gardner (trad. Françoise Cartano), Ava, Mémoires, Paris, Presses de la Renaissance, 1990, 359 p. (ISBN 2-85616-581-8)

## Voix françaises
| - Jacqueline Ferrière dans : - Ville haute, ville basse - Pandora - Show Boat - Les Neiges du Kilimandjaro - L'Étoile du destin - Vaquero - Mogambo - Les Chevaliers de la Table ronde - La Comtesse aux pieds nus - La Croisée des destins - Le Soleil se lève aussi - La Petite Hutte - Le Dernier Rivage - La Bible | - Claire Guibert dans : - Les 55 Jours de Pékin - Sept jours en mai - La Trahison - La Sentinelle des maudits - Nadine Alari dans : - La Maja nue - La Nuit de l'iguane - Juge et Hors-la-loi - Le Pont de Cassandra - Paule Emanuele dans : - Tremblement de terre - Cité en feu et aussi : - Paula Dehelly dans Les Tueurs - Frédérique Tirmont dans Les cadavres ne portent pas de costard (images d'archives) - Nelly Benedetti dans Côte Ouest (série télévisée) |

## Citations

### Citations personnelles
« Avoir son anniversaire et Noël qui tombent pratiquement le même jour, quand on est enfant, je vous laisse imaginer. Un coup à se retrouver avec un seul cadeau au lieu de deux auxquels on a droit. Parce que je savais parfaitement que je méritais deux cadeaux et pas un. Et je n'étais pas au bout des mauvaises surprises, puisqu'il m'a fallu apprendre l'existence de cette autre personne, Jésus Christ, avec son anniversaire que la plupart des gens confondaient avec le mien. Ça je l'ai vraiment très, très mal pris. Et j'ai mis fort longtemps à pardonner au Seigneur. »

— Ava Gardner, Ava, Mémoires, 1990, page 7.

« Quand les gens me demandent comment je me suis retrouvée actrice de cinéma, je ne peux pas m'empêcher de sourire. Parce que la vérité, c'est que si ma sœur Bappie n'avait pas, sous le coup d'une inspiration soudaine, décidé de pousser la porte du studio de photos Tarr, à l'angle de la Soixante-Troisième Rue de New York, j'aurais probablement fini derrière un clavier de machine à écrire, quelque part en Caroline du Nord, heureuse et contente de mener une vie de dur labeur. »

— Ava Gardner, Ava, Mémoires, 1990, page 38.

« Faire du cinéma n'avait jamais fait partie de mes rêves, mais je reconnais sans détour que, comparée à la perspective d'un petit boulot de secrétaire à Wilson, Caroline du Nord, l'idée de partir à Hollywood et de respirer le même air que Clark Gable... Bref, le choix n'a pas été très difficile. »

— Ava Gardner, Ava, Mémoires, 1990, page 46.

« Si je pouvais vivre une seconde vie, l'instruction est la chose que je souhaiterais avoir en premier. Ma vie aurait été différente si j'avais reçu plus d'instruction. Vous n'imaginez pas ce que cela représente d'avoir l'âge que j'avais à cette époque-là et de se savoir inculte, au point de redouter de parler avec les gens de peur que même les questions que vous posez ne semblent stupides. »

— Ava Gardner, Ava, Mémoires, 1990, page 112.

« Pour dire la vérité, je ne me suis jamais reconnue dans l'espèce d'alcoolique que la presse a fait de moi. Je n'ai jamais fait partie de ces buveurs silencieux et inconstants qui picolent jour et nuit. J'aimais les fêtes, j'aimais me coucher tard, et j'en disais parfois beaucoup plus que je n'en faisais. Et puis lorsque je buvais, c'étaient les effets de l'alcool que je recherchais. De tous les verres que j'ai bus, je ne me rappelle pas avoir pris plaisir à un seul. La seule raison qui me faisait boire était l'envie de surmonter ma timidité. »

— Ava Gardner, Ava, Mémoires, 1990.

« Quand j'ai rencontré Frank Sinatra pour la première fois, j'étais encore mariée à Mickey Rooney. C'était un soir dans une boîte du Sunset Strip, le Mocambo (en) sans doute, et Frank était là. Lui et Mickey se connaissaient très bien - mais qui ne connaissait pas Mickey ? - et Frank s'est déplacé pour saluer la nouvelle épouse. Fidèle à son personnage, il s'est fendu d'un sourire ravageur et m'a dit : "Quel dommage que je ne sois pas arrivé avant Mickey ! Je vous aurais volontiers épousée". »

— Ava Gardner, Ava, Mémoires, 1990, page 150.

« Artie (Shaw) reste une des grandes blessures de ma vie. J'ai été follement amoureuse de cet homme, je l'ai adoré, vénéré, et je ne crois pas qu'il se soit rendu compte du mal qu'il me faisait en me rabaissant constamment. En plus, Artie n'était pas du genre à avoir des remords. Pour lui, j'étais une espèce de mignonne petite élève qu'il avait sous la main. Je n'ai jamais été une égale, je n'ai jamais accédé à la dignité d'épouse. Tout comme avec Mickey, nous étions aux antipodes l'un de l'autre. Je croyais à l'époque que l'amour pouvait tout arranger. J'ai appris durement qu'il n'en est rien. Pour réussir un mariage, il faut avoir davantage de choses en commun qu'un amour fou. Pourtant, Artie et moi sommes restés proches pendant des années, et je ne saurais dire de mal de lui. Il m'a donné le goût des études, de la réflexion, de la lecture. Grâce à Artie, j'ai lu Mort dans l'après-midi, ce qui m'a permis de ne pas rester muette quand j'ai rencontré Hemingway (...) De mes trois maris, c'est pour Artie que j'ai le plus d'admiration. Il est invivable, même parfois pour ses amis, mais c'est un être de grande valeur, un homme extraordinaire. »

— Ava Gardner, Ava, Mémoires, 1990, page 120.

« Nous n'avions jamais de différend au lit. Si seulement tous les aspects du mariage avaient pu être faciles à vivre ! »

— Ava Gardner, à propos de son mariage avec Artie Shaw.

« Je pense que la principale raison pour laquelle mes mariages ont été des échecs, c'est que j'ai toujours aimé beaucoup, mais jamais raisonnablement. Je savais que les hommes que j'ai épousés avaient beaucoup de succès avec le sexe opposé : les vingt mariages qu'ils totalisent à eux trois sont là pour en témoigner. »

— Ava Gardner, Ava, Mémoires, 1990, page 234.

### Citations à son sujet
« Ava, c'est un monsieur. »

— Citation de George Cukor.
L'actrice dira dans ses mémoires, page 265, que c'était un compliment : « George a dit la plus jolie chose à mon sujet. Un monsieur. J'aime bien cela. »

« Elle est extrêmement intelligente. Elle exerce une grande fascination mais elle est hantée par le désespoir. C’est une femme dominée par la fatalité. Elle n’est pas en très bons rapports avec elle-même et entre autres choses – elle se considère une mauvaise comédienne. C’est bien triste. Dans La Croisée des destins, elle a joué de merveilleuses scènes érotiques ainsi que je vous l’ai dit. Elle se brossait les dents avec du whisky, très vulgaire et très excitant. Mais tout ça était coupé par les censeurs. »

— Citation de George Cukor, dans Cinéma d’aujourd’hui de Jean Domarchi, éditions Seghers, 1965.

« Je l'ai toujours admirée en tant qu'actrice, et j'ai toujours eu le sentiment qu'elle n'était pas appréciée à sa juste valeur, parce que les gens étaient trompés par sa beauté et n'attendaient rien de plus. Elle-même n'était pas très ambitieuse quant à sa carrière d'actrice. Pourtant elle s'est constamment améliorée, et dans ses meilleurs films, je crois qu'on peut légitimement la classer parmi les grandes actrices du cinéma américain. »

— Citation de Gregory Peck, dans Ava, Mémoires, 1990, page 291.

## Distinctions

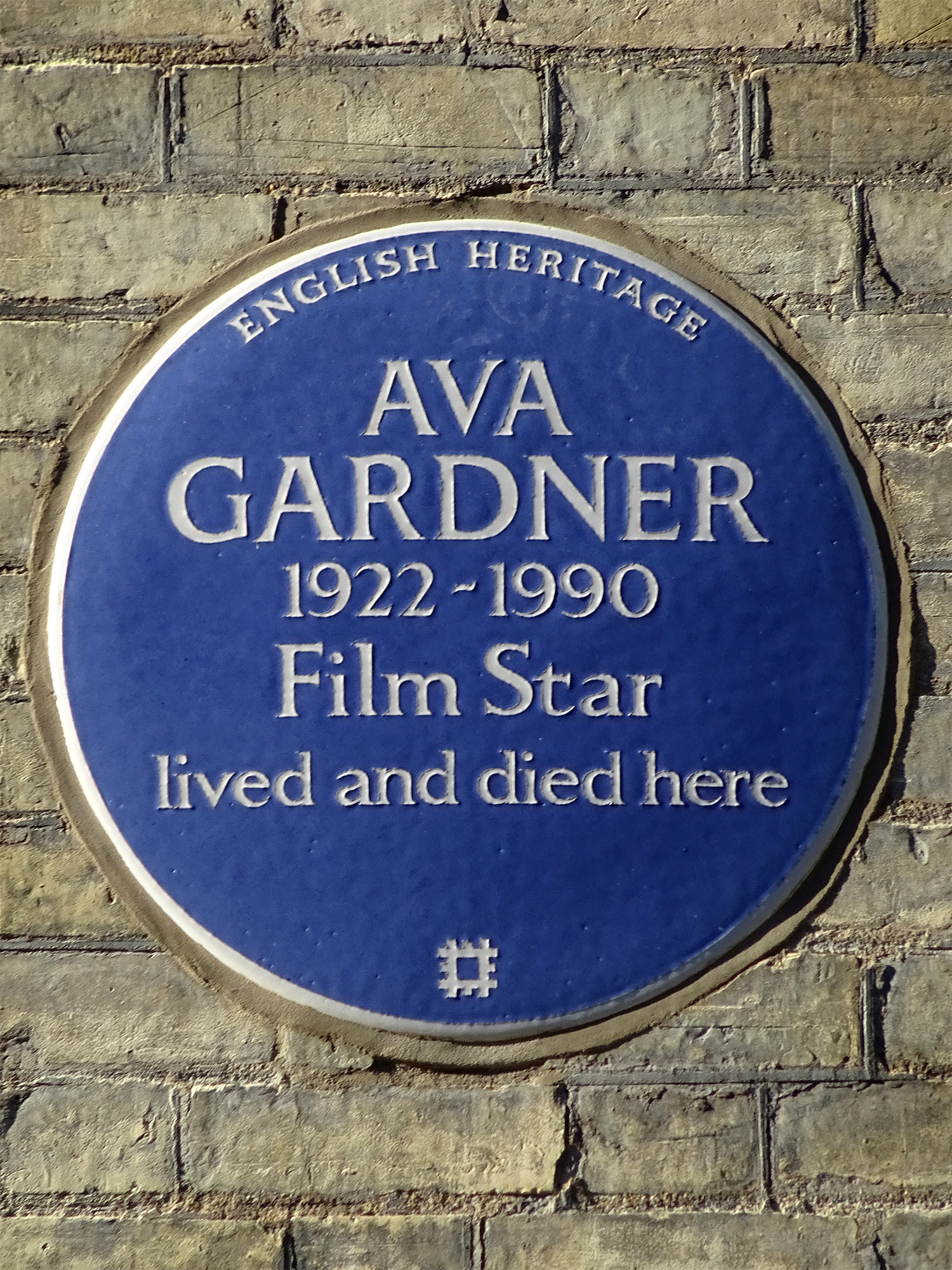
Blue plaque en l'honneur d'Ava Gardener à Knightsbridge, Londres.

### Récompense
- Festival de Saint-Sébastien 1964 : prix de la Meilleure actrice pour La Nuit de l'iguane[16]

### Nominations
- Oscars 1954 : nomination à l'Oscar de la meilleure actrice pour Mogambo
- British Academy of Film and Television Arts :
  - BAFTA 1957 : nomination au BAFTA de la meilleure actrice étrangère pour La Croisée des destins
  - BAFTA 1960 : nomination au BAFTA de la meilleure actrice étrangère pour Le Dernier Rivage
  - BAFTA 1965 : nomination au BAFTA de la meilleure actrice étrangère pour La Nuit de l'iguane
- Golden Globes 1965 : nomination au Golden Globe de la meilleure actrice dans un film dramatique pour La Nuit de l'iguane

### Hommages
- Dans la chanson La Beauté d'Ava Gardner (1989) d'Alain Souchon.
- Dans le film Aviator (2004) de Martin Scorsese, Ava Gardner est incarnée par l'actrice Kate Beckinsale.
- Dans la série Arde Madrid (2018), on voit deux domestiques qui travaillent pour elle durant son séjour en Espagne.
- Dans le roman Adrian Æ (2022) de Philippe Raymond-Thimonga[17], Ava incarne la seule expérience authentique qu'aura finalement vécue le personnage principal, Adrian, au terme d'une vie gagnée par la falsification.